# 橋本恭之
橋本 恭之（はしもと きょうじ、1960年 - ）は、日本の財政学者、関西大学教授。
兵庫県宝塚市生まれ。1983年関西大学経済学部卒、1989年大阪大学大学院経済学研究科公共経済学博士課程満期退学、1997年「税制改革の応用一般均衡分析」で経済学博士。1989年桃山学院大学助教授、1995年関西大学経済学部助教授、1999年教授。

## 著書
- 『税制改革の応用一般均衡分析』関西大学出版部 1998
- 『税制改革シミュレーション入門』税務経理協会 2001
- 『入門財政』税務経理協会 2003
- 『日本財政の応用一般均衡分析』清文社 2009

### 共編著
- 『入門地方財政』林宏昭共著 中央経済社 2002
- 『経済学検定試験 ポイント解説と演習 応用科目編』石橋春男,祝迫得夫,関谷喜三郎,加納悟、四方田雅史共著 日本評論社 2003
- 『租税政策論』鈴木善充共著 清文社 2012
- 『消費税・軽減税率の検証 制度の問題点と実務への影響をめぐって』矢野秀利,上西左大信,金井恵美子共著 清文社 2014
- 『地方財政改革の検証』鈴木善充,木村真,小川亮,吉田素教共著 清文社 2017

## 論文
- ＜橋本恭之